# Tiếng Tsat
Tiếng Tsat, cũng được gọi là Utsat, Utset, Chăm Hải Nam, hay Hồi Huy (giản thể: 回辉语; phồn thể: 回輝語; bính âm: Huíhuīyǔ), là một ngôn ngữ được nói bởi khoảng 4.500 người Utsul tại làng Dương Lan (tiếng Trung: 羊栏) và Hồi Tân (tiếng Trung: 回新) gần Tam Á, Hải Nam, Trung Quốc. Tiếng Tsat thuộc về nhóm ngôn ngữ Chăm trong ngữ tộc Malay-Polynesia của ngữ hệ Nam Đảo.
Khác với hầu hết các ngôn ngữ Nam Đảo khác, tiếng Tsat đã phát triển một hệ thống thanh điệu khá phức tạp, có lẽ do ảnh hưởng và tiếp xúc với nhiều ngôn ngữ thanh điệu đa dạng trên đảo Hải Nam, gồm các dạng tiếng Trung Quốc như tiếng Hải Nam và tiếng Trung Quốc chuẩn, ngôn ngữ Tai–Kadai như Hlai, và ngôn ngữ H'Mông–Miền như tiếng Kim Môn.

## Thanh điệu
Thanh điệu trong tiếng Tsat tương ứng với nhiều âm vị trong ngôn ngữ Chăm nguyên thủy.
| Giá trị thanh | Loại thanh | Tương ứng với âm vị cuối trong ngôn ngữ Chăm nguyên thủy                     |
| ------------- | ---------- | ---------------------------------------------------------------------------- |
| 55            | Cao        | *-h, *-s; PAN *-q                                                            |
| 42            | Xuống thấp | *-p, *-t, *-k, *-c, *-ʔ; *-ay Âm cuối hữu thanh                              |
| 24            | Lên cao    | *-p, *-t, *-k, *-c, *-ʔ; *-ay Âm cuối vô thanh: âm đầu tắc xát/tắc hữu thanh |
| 11            | Thấp       | Nguyên âm và phụ âm mũi Âm cuối hữu thanh                                    |
| 33            | Trung      | Nguyên âm và phụ âm mũi Âm cuối vô thanh: âm đầu tắc xát/tắc hữu thanh       |